# Afrasiab
Afrasiab (afrāsiyāb) (in persiano افراسياب‎) è una città dell'antica Sogdiana, coincidente con la parte più antica dell'odierna Samarcanda.
Il nome Afrasiab deriva da un mitico re ed eroe del Turan. La città fu chiamata anche Maracanda durante l'impero di Alessandro Magno.

## Il sito

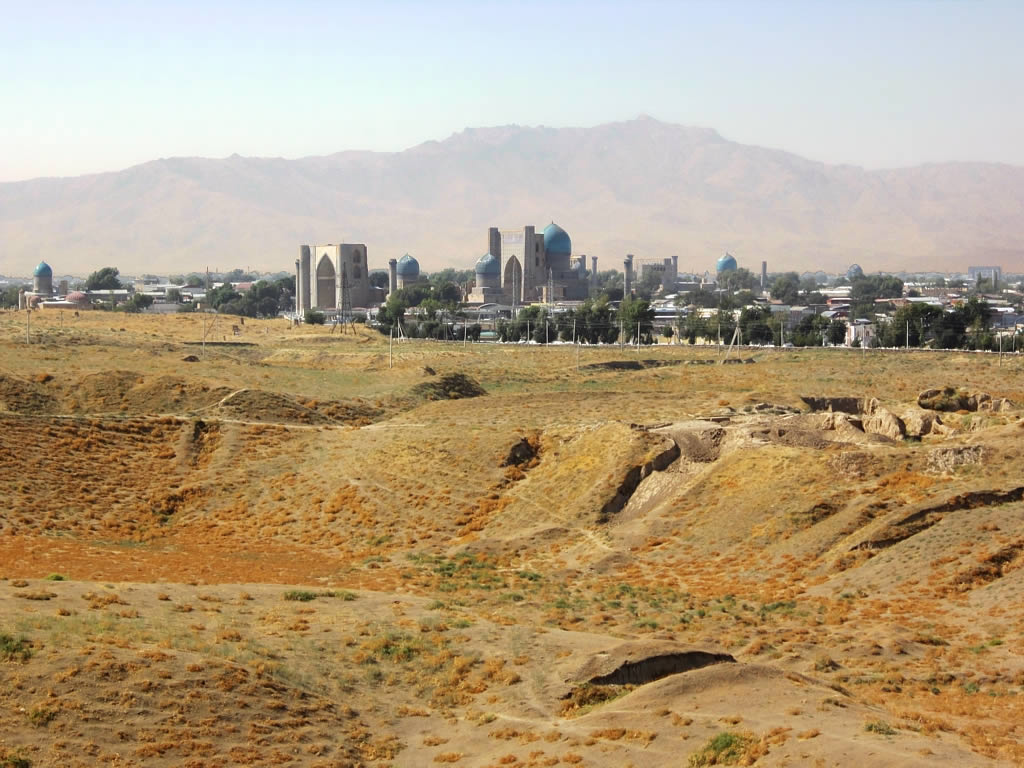
Il sito con lo sfondo di Samarcanda

Si tratta di una delle città più antiche nella storia culturale e politica della Sogdiana, assieme a Pendžikent e Varahša. I resti archeologici per i quali questo centro è noto appartengono al periodo compreso fra il VI e l'VIII secolo, epoca in cui, sotto il dominio eftalita e turco poi, raggiunse uno splendore eccezionale, testimoniato in maniera particolare dalla straordinaria produzione pittorica. I resti risalenti a questo periodo attestano che la città assunse una forma triangolare delimitata a nord dal fiume Sijab ed a est dal canale Obi Mashab. Sono state individuate quattro cinte murarie, diverse per forma e per datazione, tra le quali la costruzione più significativa è il Palazzo reale che ospitava i sovrani di Samarcanda. Il palazzo si caratterizzò per una lunga serie di camere quadrangolari, costruite con argilla e uno strato di intonaco sfruttato per le decorazioni. La stanza riservate alle udienze del sovrano risulta essere la più ricca di elementi pittorici e plastici, sia di derivazione storica, come la rappresentazione di ospiti provenienti dall'Asia, sia religiosa, come omaggi a varie divinità.
La nascita della città risale comunque a tempi antichissimi e fin dal I millennio a.C. esisteva un ampio insediamento urbano dotato di fortificazioni e fornito di un sistema di distribuzione delle acque. Intorno al V secolo a.C. la città fece parte dell'impero Achemenide, prima di finire sotto il regno di Alessandro Magno, poi sotto i Seleucidi, gli Eftaliti ed i turchi. Dall'VIII secolo la città si ritrovò sotto l'egemonia degli Arabi, conservando un ruolo di primo piano nelle arti e nella scienza.
Durante il periodo islamico, la città rifiorì a livello artistico e culturale nel periodo samanide e si contraddistinse per la presenza di una moschea impreziosita da pannelli a tema geometrico, di una prigione, di un palazzo fortificato, di una zona residenziale, di una commerciale e di una artigianale, di vasti giardini e bagni, di mulini ad acqua e di un mirabile acquedotto.
La città ebbe quindi una continuità abitativa dal I millennio a.C. al XIII secolo, epoca in cui venne distrutta dall'invasione mongola di Gengis Khan.
Il materiale più usato per le costruzioni è il mattone crudo, talvolta sostituito al mattone cotto.

## Galleria d'immagini

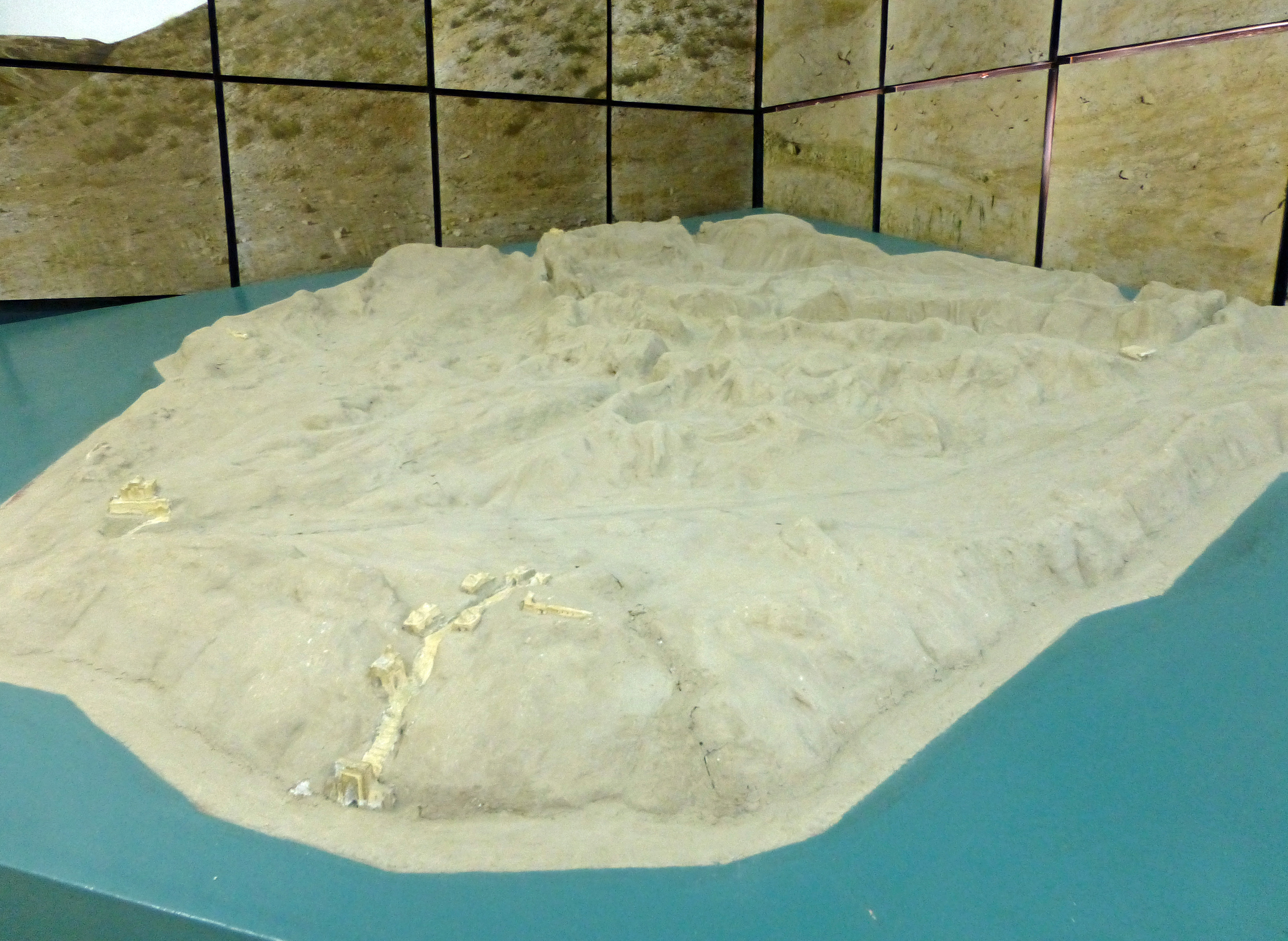
Plastico del sito
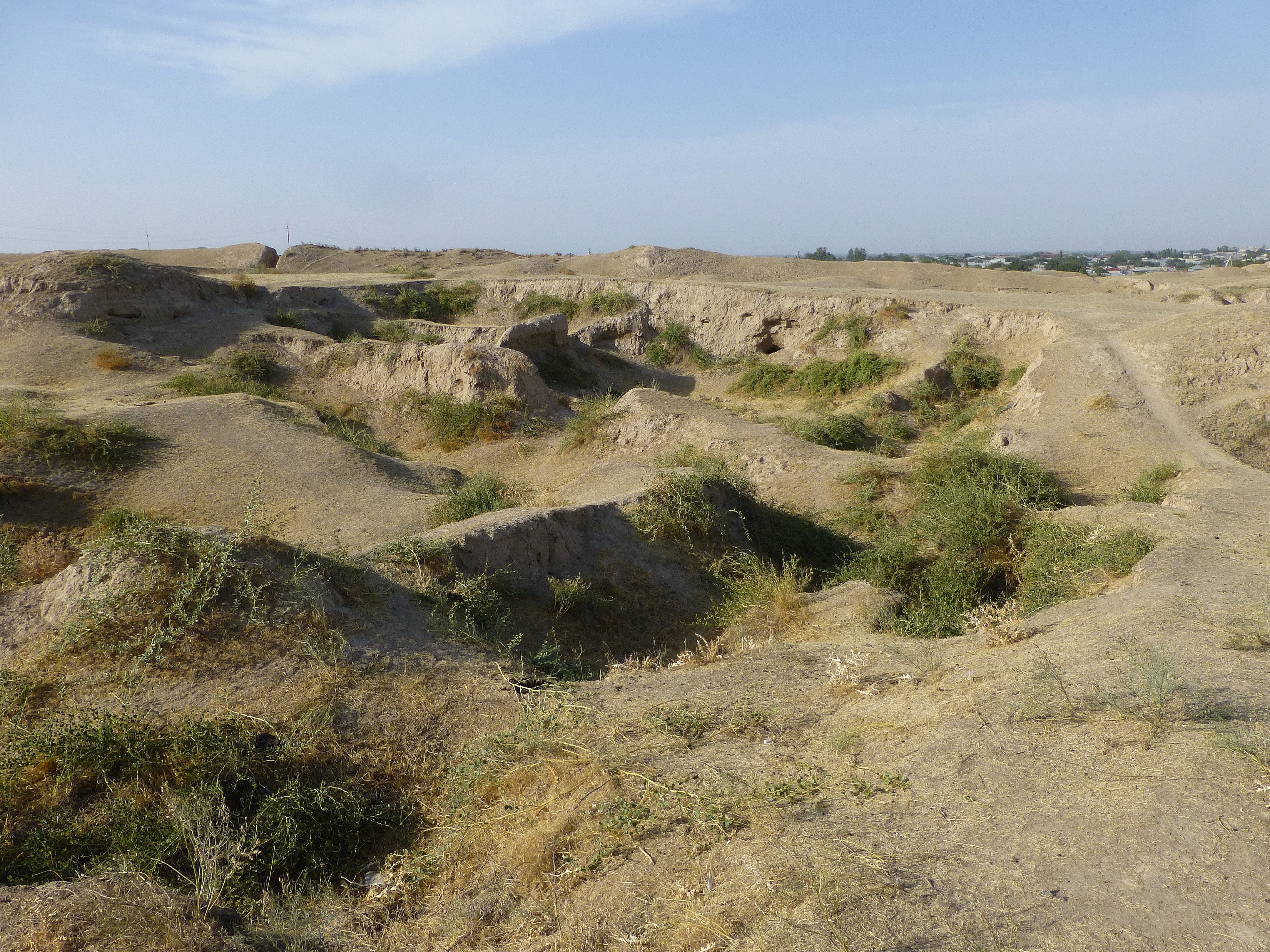
Il sito
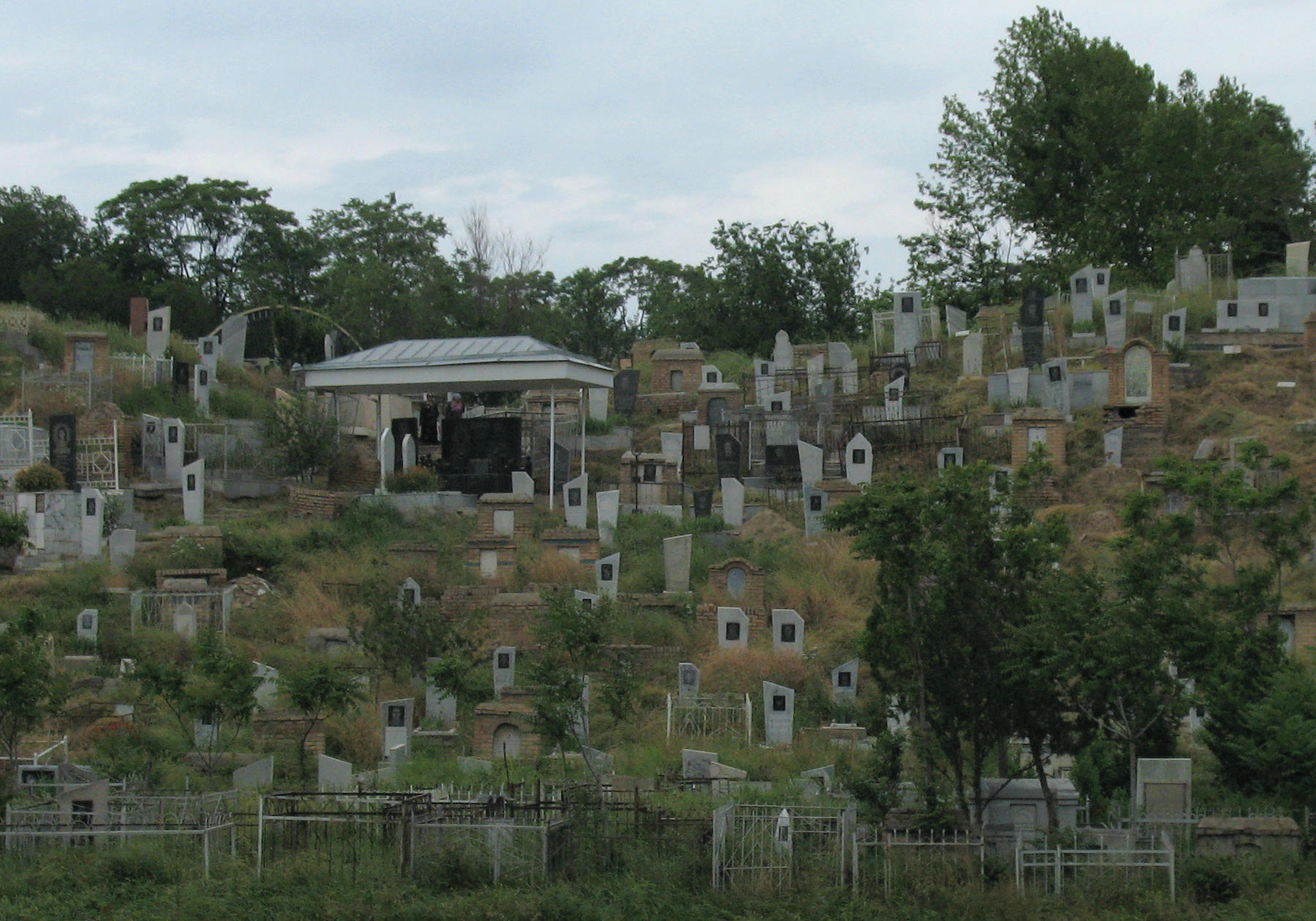
Il cimitero di Afrasiab